# استفنویل (تگزاس)
استفنویل، تگزاس(به انگلیسی: Stephenville, Texas) شهری در ایالت تگزاس از ایالات جنوبی ایالات متحده آمریکا است. در سرشماری سال ۲۰۰۰، جمعیت این شهر ۱۴۹۲۱ نفر اعلام شد.